# Hesperandra imitatrix
Hesperandra imitatrix är en skalbaggsart som beskrevs av Santos-silva 2005. Hesperandra imitatrix ingår i släktet Hesperandra och familjen långhorningar. Inga underarter finns listade i Catalogue of Life.